# Eleição municipal de Belford Roxo em 2020
A eleição municipal da cidade de Belford Roxo em 2020 ocorreu no dia 15 de novembro (primeiro turno) com o objetivo de eleger um prefeito, um vice-prefeito e 25 vereadores, que serão responsáveis pela administração da cidade para o mandato a se iniciar em 1° de janeiro de 2021 e com término em 31 de dezembro de 2024. 
Originalmente, as eleições ocorreriam em 4 de outubro (primeiro turno) e 25 de outubro (segundo turno, para os municípios acima de 200 mil eleitores), porém, com o agravamento da pandemia do novo coronavírus (SARS-CoV-2), causador da Covid-19, as datas foram modificadas com a promulgação da Emenda Constitucional nº 107/2020.
Alcançando 80,40% dos votos válidos, o atual prefeito Wagner dos Santos Carneiro, o Waguinho, candidato pelo MDB, foi reeleito em 1° turno, derrotando o vereador Cristiano Santos (PL) que obteve 12,63%. Em terceiro lugar ficou o policial militar licenciado Júnior Cruz, candidato do PSD, com 4,10% dos votos válidos.

## Antecedentes
Na eleição de 2016, o então deputado estadual Wagner dos Santos Carneiro, conhecido como Waguinho, candidato pelo PMDB, foi eleito em segundo turno ao obter 56,99% dos votos válidos, contra 43,01% de Dr. Deodalto, candidato do DEM. Waguinho chegou a ter a vitória proclamada ainda em primeiro turno, mas em 10 de outubro de 2016, decisão do TRE-RJ validou através de recurso a candidatura de Deodalto, que estava indeferida, e oficializou o segundo turno.

## Contexto político e pandemia
As eleições municipais de 2020 foram marcadas, antes mesmo de iniciada a campanha oficial, pela pandemia do coronavírus SARS-CoV-2 (causador da COVID-19), o que fez os partidos remodelarem suas metodologias de pré-campanha. O Tribunal Superior Eleitoral (TSE) autorizou os partidos a realizarem as convenções para escolha de candidatos aos escrutínios por meio de plataformas digitais de transmissão, para evitar aglomerações que possam proliferar o vírus. Alguns partidos recorreram a mídias digitais para lançar suas pré-candidaturas. Além disso, este pleito foi do primeiro ano a ter em prática a Emenda Constitucional 97/2017, que proíbe a celebração de coligações partidárias para as eleições legislativas, o que pode ter gerado um inchaço de candidatos ao legislativo. [carece de fontes?]

## Candidaturas para a prefeitura
| Nº | Prefeito(a)  | Prefeito(a)                                     | Prefeito(a)       | Vice-prefeito(a) | Vice-prefeito(a) | Vice-prefeito(a)                                       | Vice-prefeito(a)  | Coligação Partido(s) |
| Nº | Candidato(a) | Candidato(a)                                    | Partido Federação | Candidato(a)     | Candidato(a)     | Candidato(a)                                           | Partido Federação | Coligação Partido(s) |
| -- | ------------ | ----------------------------------------------- | ----------------- | ---------------- | ---------------- | ------------------------------------------------------ | ----------------- | --- |
| 15 |              | Waguinho Wagner Dos Santos Carneiro             | MDB               |                  |                  | Marcelo Canella Marcelo Correia Da Silva               | PSL               | Belford Roxo No Caminho Certo PRTB PSDB PTB Solidariedade PODE Republicanos PT PP PROS MDB PSL PDT PSC PTC PMB PATRIOTA PV Cidadania |
| 22 |              | Cristiano Santos Cristiano Santos Hermógenes    | PL                |                  |                  | Pastora Sheila Boechat Sheila Boechat Ferreira         | PL                | Sem coligação |
| 40 |              | Fernando Athaide Fernando Athaide Da Silva      | PSB               |                  |                  | Valdson Peixeiro Valdson Pereira Santos                | Avante            | Psb Avante PSB Avante |
| 50 |              | Neuzinha Jornaleira Neuza Da Silva Boumgratz    | PSOL              |                  |                  | Wagner Índio Do Brasil Wagner Oliveira Indio Do Brasil | PSOL              | Sem coligação |
| 55 |              | Junior Cruz Antônio Augusto Cruz Ribeiro Junior | PSD               |                  |                  | Sandro Mlc Sandro Santos Da Silva                      | PSD               | Sem coligação |
| 65 |              | Assis Freitas Francisco De Assis Freitas        | PCdoB             |                  |                  | Rosely Trindade Rosely Gomes Trindade                  | PCdoB             | Sem coligação |

## Resultados da eleição

### Prefeito
| Candidato(a) a prefeito  | Candidato(a) a prefeito    | Candidato(a) a vice-prefeito  | Primeiro turno 15 de novembro de 2020 | Primeiro turno 15 de novembro de 2020 |
| Candidato(a) a prefeito  | Candidato(a) a prefeito    | Candidato(a) a vice-prefeito  | Total                                 | Percentagem                           |
| ------------------------ | -------------------------- | ----------------------------- | ------------------------------------- | ------------------------------------- |
|                          | Waguinho (MDB)             | Marcelo Canella (PSL)         | 162.720                               | 80,4%                                 |
|                          | Cristiano Santos (PL)      | Pastora Sheila Boechat (PL)   | 25.565                                | 12,63%                                |
|                          | Junior Cruz (PSD)          | Sandro Mlc (PSD)              | 8.301                                 | 4,1%                                  |
|                          | Neuzinha Jornaleira (PSOL) | Wagner Índio Do Brasil (PSOL) | 3.786                                 | 1,87%                                 |
|                          | Assis Freitas (PCdoB)      | Rosely Trindade (PCdoB)       | 2.021                                 | 1%                                    |
| Total de votos válidos   | Total de votos válidos     | Total de votos válidos        | 202.393                               | 82,24%                                |
| Votos em branco          | Votos em branco            | Votos em branco               | 14.465                                | 5,88%                                 |
| Votos nulos              | Votos nulos                | Votos nulos                   | 27.598                                | 11,21%                                |
| Total de votos apurados  | Total de votos apurados    | Total de votos apurados       | 246.114                               | 75,54%                                |
| Abstenções               | Abstenções                 | Abstenções                    | 79.682                                | 24,46%                                |
| Total de eleitores aptos | Total de eleitores aptos   | Total de eleitores aptos      | 325.796                               | 325.796                               |
| Fontes:                  |                            |                               |                                       |                                       |

### Vereadores eleitos
| Candidato(a) | Candidato(a)                | Partido       | Votos | Cidade de origem   | Unidade federativa/País |
| ------------ | --------------------------- | ------------- | ----- | ------------------ | ----------------------- |
|              | Fabinho Varandão            | MDB           | 3.789 | Rio de Janeiro     | Rio de Janeiro          |
|              | Armadinho Penélis           | MDB           | 3.749 | Rio de Janeiro     | Rio de Janeiro          |
|              | Igor Feio                   | MDB           | 3.486 | Rio de Janeiro     | Rio de Janeiro          |
|              | Markinho Gandra             | PDT           | 3.461 | Nova Iguaçu        | Rio de Janeiro          |
|              | Marcelo Irineu              | Republicanos  | 3.272 | Itapeva            | São Paulo               |
|              | Nelci Praça                 | MDB           | 3.101 | Manhuaçu           | Minas Gerais            |
|              | Rodrigo Gomes               | MDB           | 3.094 | Belford Roxo       | Rio de Janeiro          |
|              | Sidney Canella              | MDB           | 3.046 | Rio de Janeiro     | Rio de Janeiro          |
|              | Dudu Canella                | PSL           | 3.043 | Duque de Caxias    | Rio de Janeiro          |
|              | Tuninho Medeiros            | MDB           | 2.937 | Belford Roxo       | Rio de Janeiro          |
|              | Matheus Igual A Você        | Solidariedade | 2.933 | Rio de Janeiro     | Rio de Janeiro          |
|              | Cristiane Do Sobreira       | PP            | 2.871 | Rio de Janeiro     | Rio de Janeiro          |
|              | Rodrigo Com A Força Do Povo | PRTB          | 2.856 | Rio de Janeiro     | Rio de Janeiro          |
|              | Eduardo Araújo              | MDB           | 2.622 | Rio de Janeiro     | Rio de Janeiro          |
|              | Teixeira Do Carvão          | DEM           | 2.481 | Nilópolis          | Rio de Janeiro          |
|              | Amigo Binho                 | Solidariedade | 2.447 | Belford Roxo       | Rio de Janeiro          |
|              | Nuna Do Waguinho            | PSDB          | 2.369 | São João de Meriti | Rio de Janeiro          |
|              | Henrique Farofa             | PSL           | 2.297 | Rio de Janeiro     | Rio de Janeiro          |
|              | Igo Menezes                 | PT            | 2.094 | Duque de Caxias    | Rio de Janeiro          |
|              | Danielzinho                 | PL            | 2.004 | Belford Roxo       | Rio de Janeiro          |
|              | Telminho                    | PSL           | 1.952 | Rio de Janeiro     | Rio de Janeiro          |
|              | Regina Do Valtinho          | PP            | 1.866 | Belford Roxo       | Rio de Janeiro          |
|              | Fabinho De Heliópolis       | PRTB          | 1.722 | Rio de Janeiro     | Rio de Janeiro          |
|              | Julio Piu                   | PSDB          | 1.642 | São João de Meriti | Rio de Janeiro          |
|              | Ribeiro                     | PL            | 1.528 | Rio de Janeiro     | Rio de Janeiro          |
| Fontes:      |                             |               |       |                    |                         |

#### Vereadores eleitos por partido
| Nº                     | Partido                | Votos populares | Votos populares | Vagas   | ±       |
| Nº                     | Partido                | Votos           | %               | Vagas   | ±       |
| ---------------------- | ---------------------- | --------------- | --------------- | ------- | ------- |
| 15                     | MDB                    | 57.408          | 26,7%           | 8       | 8       |
| 17                     | PSL                    | 20.233          | 9,41%           | 3       | Estável |
| 11                     | PP                     | 20.008          | 9,31%           | 2       | 1       |
| 77                     | Solidariedade          | 18.825          | 8,76%           | 2       | 2       |
| 45                     | PSDB                   | 16.285          | 7,57%           | 2       | 2       |
| 22                     | PL                     | 14.236          | 6,62%           | 2       | 2       |
| 28                     | PRTB                   | 13.350          | 6,21%           | 2       | 1       |
| 12                     | PDT                    | 11.298          | 5,25%           | 1       | 2       |
| 13                     | PT                     | 11.064          | 5,15%           | 1       | 1       |
| 25                     | DEM                    | 10.593          | 4,93%           | 1       | Estável |
| 10                     | Republicanos           | 6.759           | 3,14%           | 1       | 1       |
| 90                     | PROS                   | 3.514           | 1,63%           | 0       | -       |
| 55                     | PSD                    | 2.386           | 1,11%           | 0       | -       |
| 35                     | PMB                    | 1.922           | 0,89%           | 0       | -       |
| 50                     | PSOL                   | 1.830           | 0,85%           | 0       | -       |
| 51                     | PATRIOTA               | 1.562           | 0,73%           | 0       | -       |
| 65                     | PCdoB                  | 1.254           | 0,58%           | 0       | 1       |
| 20                     | PSC                    | 1.235           | 0,57%           | 0       | -       |
| 14                     | PTB                    | 640             | 0,3%            | 0       | 2       |
| 36                     | PTC                    | 302             | 0,14%           | 0       | -       |
| 40                     | PSB                    | 192             | 0,09%           | 0       | 1       |
| 23                     | Cidadania              | 109             | 0,05%           | 0       | -       |
| Total de votos válidos | Total de votos válidos | 215.005         | 87,36%          | 25      | 25      |
| Votos em branco        | Votos em branco        | 10.164          | 4,13%           | 25      | 25      |
| Votos nulos            | Votos nulos            | 15.418          | 6,26%           | 25      | 25      |
| Total de votos         | Total de votos         | 246.114         | 75,54%          | 25      | 25      |
| Abstenções             | Abstenções             | 79.682          | 24,46%          | 25      | 25      |
| Eleitorado apto        | Eleitorado apto        | 325.796         | 325.796         | 325.796 | 325.796 |
| Fontes:                |                        |                 |                 |         |         |